# 绝对遵守☆强制造人许可证
《絕對遵守☆強制造人許可證!!》是由日本softhouse-seal GRANDEE在2010年5月28日發售的第一款戀愛冒險類型成人遊戲，絕對系列的第一部作品。2011年3月10日由AICHERRY（アイチェリー）發售DVDPG版。除了遊戲之外後續還發售OVA、小說等相關作品。

## 故事
由於出生率降低而產生少子化問題，其中男性的出生率特別稀少。政府為了提高出生率而特別頒布「SEX新法」發給男性「自由性行為許可証」，規定男性可以使用許可証自由尋找對象生育小孩。伊吹拓海在拿到許可証之後將要如何運用。

## 登場人物
※声優分游戏版/OVA版。

### 主要角色
伊吹拓海（CV：無/月黒斗夜）
本作男主角，原深市的唯一男性。
桐島凛（CV：草柳順子/同左）
拓海的同學和班長，住在隔壁的青梅竹馬。
葛城沙羅（CV：このは/塚元みや）
拓海的同學。
伊吹ひまり（CV：佐倉もも花/柚凪）
拓海的義妹。在得知哥哥有許可證後一直期待哥哥對她使用。
桐島美咲（CV：榊木春乃/和泉あやか）
凛的姊姊，拓海的靑梅竹馬。
龍宮寺紗雪（CV：渋谷ひめ/無）
不諳世事的大小姐和外校學生。

### 其他角色
新堂静凪（CV：神崎ちひろ/無）
有男性恐怖症的外校學生，和紗雪同校。
九条院楪（CV：早乙女碧/無）
神社的巫女。
澤井惠那（CV：ヒマリ/みすみ）
原深市政府機構「少子化對策課」的新人。在將許可証交付拓海的時候成為拓海的第一位使用對象。
珠瀨紅葉（CV：七生みこと/無）
擔任定期檢查拓海身體的醫師。

## 主題曲
《絶対☆大好き》
作詞：うるるん　作曲/編曲：中村いっき　歌：藤原鞠菜

## OVA
OVA版是成人動畫共2話，2016年7月15日發售完全版。
| 集數  | 標題           | 發售日         |
| ----- | -------------- | -------------- |
| 1枚目 | みんなに中出し | 2012年12月14日 |
| 2枚目 | ぜったい中出し | 2013年6月28日  |

## 外部連結
- softhouse-seal （页面存档备份，存于）（日語）